# NBA 75-års Jubilæumshold
NBA 75-års Jubilæumshold, også kaldet bare NBA 75, er en liste af de 76 bedste NBA-spillere nogensinde, som blev lavet før 2021-22 sæsonen for at fejre ligaens 75-års jubilæum. Det var meningen af der kun skulle være 75 spillere, men afstemningen resulterede i en uafgjort, så begge spiller blev inkluderet.
NBA 75 er den fjerde gang at ligaen har lavet en sådan liste, da de også gjorde det for deres 25-, 35- og 50-års jubilæum.
Listen blev lavet af medieeksperter samt nuværende og tidligere spillere, trænere, general managers og sportsdirektører.

## Listen
| Kursiv   | Angiver at spilleren stadig var aktiv i NBA da listen blev lavet.                    | Angiver at spilleren stadig var aktiv i NBA da listen blev lavet.                    | Angiver at spilleren stadig var aktiv i NBA da listen blev lavet.                    | Angiver at spilleren stadig var aktiv i NBA da listen blev lavet.                    | Angiver at spilleren stadig var aktiv i NBA da listen blev lavet.                    |
| Fed      | Angiver at spilleren ikke var med på 50-års jubilæumsholdet.                         | Angiver at spilleren ikke var med på 50-års jubilæumsholdet.                         | Angiver at spilleren ikke var med på 50-års jubilæumsholdet.                         | Angiver at spilleren ikke var med på 50-års jubilæumsholdet.                         | Angiver at spilleren ikke var med på 50-års jubilæumsholdet.                         |
| G        | Guard                                                                                | F                                                                                    | Forward                                                                              | C                                                                                    | Center                                                                               |
| Pos      | Position                                                                             | Pts                                                                                  | Point                                                                                | Reb                                                                                  | Rebounds                                                                             |
| Ast      | Assist                                                                               | MVP                                                                                  | Most Valuable Player                                                                 | Most Valuable Player                                                                 | Most Valuable Player                                                                 |
| All-Star | Angiver antal gange spilleren er blevet udtaget til All-Star kampen                  | Angiver antal gange spilleren er blevet udtaget til All-Star kampen                  | Angiver antal gange spilleren er blevet udtaget til All-Star kampen                  | Angiver antal gange spilleren er blevet udtaget til All-Star kampen                  | Angiver antal gange spilleren er blevet udtaget til All-Star kampen                  |
| All-NBA  | Angiver antal gange spilleren er blevet valgt til et All-NBA hold.                   | Angiver antal gange spilleren er blevet valgt til et All-NBA hold.                   | Angiver antal gange spilleren er blevet valgt til et All-NBA hold.                   | Angiver antal gange spilleren er blevet valgt til et All-NBA hold.                   | Angiver antal gange spilleren er blevet valgt til et All-NBA hold.                   |
| HoF      | Angiver hvilket år spillere blev indsat i Naismith Memorial Basketball Hall of Fame. | Angiver hvilket år spillere blev indsat i Naismith Memorial Basketball Hall of Fame. | Angiver hvilket år spillere blev indsat i Naismith Memorial Basketball Hall of Fame. | Angiver hvilket år spillere blev indsat i Naismith Memorial Basketball Hall of Fame. | Angiver hvilket år spillere blev indsat i Naismith Memorial Basketball Hall of Fame. |

Alle statistiker er korrekte per slutningen af 2020-21 sæsonen, den sidste sæson før listen blev lavet.
| Spiller               | Hold spillet for | Pos | Pts    | Reb    | Ast    | Mesterskab(er)                                                        | MVP                                    | All-Star | All-NBA | HoF         |
| --------------------- | --- | --- | ------ | ------ | ------ | --------------------------------------------------------------------- | -------------------------------------- | -------- | ------- | ----------- |
| Kareem Abdul-Jabbar   | Milwaukee Bucks (1969–1975) Los Angeles Lakers (1975–1989) | C   | 38.387 | 17.440 | 5.660  | 6 (1971, 1980, 1982, 1985, 1987, 1988)                                | 6 (1971, 1972, 1974, 1976, 1977, 1980) | 19       | 15      | 1995        |
| Ray Allen             | Milwaukee Bucks (1996–2003) Seattle SuperSonics (2003–2007) Boston Celtics (2007–2012) Miami Heat (2012–2014)                                                                                                  | G   | 24.505 | 5.272  | 4.361  | 2 (2008, 2013)                                                        | Ingen                                  | 10       | 2       | 2018        |
| Giannis Antetokounmpo | Milwaukee Bucks (2013–2021) | F   | 12.319 | 5.371  | 2.632  | 1 (2021)                                                              | 2 (2019, 2020)                         | 5        | 5       | Aktiv       |
| Carmelo Anthony       | Denver Nuggets (2003–2011) New York Knicks (2011–2017) Oklahoma City Thunder (2017–2018) Houston Rockets (2018–2019) Portland Trail Blazers (2019–2021)                                                        | F   | 27.370 | 7.520  | 3.354  | Ingen                                                                 | Ingen                                  | 10       | 6       | Aktiv       |
| Nate Archibald        | Cincinnati Royals / Kansas City-Omaha / Kansas City Kings (1970–1976) New York Nets (1976–1977) Boston Celtics (1978–1983) Milwaukee Bucks (1983–1984)                                                         | G   | 16.481 | 2.046  | 6.476  | 1 (1981)                                                              | Ingen                                  | 6        | 5       | 1991        |
| Paul Arizin           | Philadelphia Warriors (1950–1952, 1954–1962) | F   | 16.266 | 6.129  | 1.665  | 1 (1956)                                                              | Ingen                                  | 10       | 4       | 1978        |
| Charles Barkley       | Philadelphia 76ers (1984–1992) Phoenix Suns (1992–1996) Houston Rockets (1996–2000) | F   | 23.757 | 12.546 | 4.215  | Ingen                                                                 | 1 (1993)                               | 11       | 11      | 2006        |
| Rick Barry            | San Francisco / Golden State Warriors (1965–1967, 1972–1978) Houston Rockets (1978–1980) | F   | 18.395 | 5.168  | 4.017  | 1 (1975)                                                              | Ingen                                  | 8        | 6       | 1987        |
| Elgin Baylor          | Minneapolis / Los Angeles Lakers (1958–1971) | F   | 23.149 | 11.463 | 3.650  | Ingen                                                                 | Ingen                                  | 11       | 10      | 1977        |
| Dave Bing             | Detroit Pistons (1966–1975) Washington Bullets (1975–1977) Boston Celtics (1977–1978) | G   | 18.327 | 3.420  | 5.397  | Ingen                                                                 | Ingen                                  | 7        | 3       | 1990        |
| Larry Bird            | Boston Celtics (1979–1992) | F   | 21.791 | 8.974  | 5.695  | 3 (1981, 1984, 1986)                                                  | 3 (1984, 1985, 1986)                   | 12       | 10      | 1998        |
| Kobe Bryant           | Los Angeles Lakers (1996–2016) | G   | 33.643 | 7.047  | 6.306  | 5 (2000, 2001, 2002, 2009, 2010)                                      | 1 (2008)                               | 18       | 15      | 2020        |
| Wilt Chamberlain      | Philadelphia / San Francisco Warriors (1959–1965) Philadelphia 76ers (1965–1968) Los Angeles Lakers (1968–1973)                                                                                                | C   | 31.419 | 23.924 | 4.643  | 2 (1967, 1972)                                                        | 4 (1960, 1966, 1967, 1968)             | 13       | 10      | 1979        |
| Bob Cousy             | Boston Celtics (1950–1963) Cincinnati Royals (1969–1970) | G   | 16.960 | 4.786  | 6.955  | 6 (1957, 1959, 1960, 1961, 1962, 1963)                                | 1 (1957)                               | 13       | 12      | 1971        |
| Dave Cowens           | Boston Celtics (1970–1980) Milwaukee Bucks (1982–1983) | C   | 13.516 | 10.444 | 2.910  | 2 (1974, 1976)                                                        | 1 (1973)                               | 7        | 3       | 1991        |
| Billy Cunningham      | Philadelphia 76ers (1965–1972, 1974–1976) | F   | 13.626 | 6.638  | 2.625  | 1 (1967)                                                              | Ingen                                  | 5        | 4       | 1986        |
| Stephen Curry         | Golden State Warriors (2009–2021) | G   | 18.434 | 3.503  | 4.984  | 3 (2015, 2017, 2018)                                                  | 2 (2015, 2016)                         | 7        | 7       | Aktiv       |
| Anthony Davis         | New Orleans Hornets / Pelicans (2012–2019) Los Angeles Lakers (2019–2021) | F/C | 13.463 | 5.769  | 1.292  | 1 (2020)                                                              | Ingen                                  | 8        | 4       | Aktiv       |
| Dave DeBusschere      | Detroit Pistons (1962–1968) New York Knicks (1968–1974) | F   | 14.053 | 9.618  | 2.497  | 2 (1970, 1973)                                                        | Ingen                                  | 8        | 1       | 1983        |
| Clyde Drexler         | Portland Trail Blazers (1983–1995) Houston Rockets (1995–1998) | G   | 22.195 | 6.677  | 6.125  | 1 (1995)                                                              | Ingen                                  | 10       | 5       | 2004        |
| Tim Duncan            | San Antonio Spurs (1997–2016) | F/C | 26.496 | 15.091 | 4.225  | 5 (1999, 2003, 2005, 2007, 2014)                                      | 2 (2002, 2003)                         | 15       | 15      | 2020        |
| Kevin Durant          | Seattle SuperSonics / Oklahoma City Thunder (2007–2016) Golden State Warriors (2016–2019) Brooklyn Nets (2020–2021)                                                                                            | F   | 23.883 | 6.239  | 3.681  | 2 (2017, 2018)                                                        | 1 (2014)                               | 11       | 9       | Aktiv       |
| Julius Erving         | Philadelphia 76ers (1976–1987) | F   | 18.364 | 5.601  | 3.224  | 1 (1983)                                                              | 1 (1981)                               | 11       | 7       | 1993        |
| Patrick Ewing         | New York Knicks (1985–2000) Seattle SuperSonics (2000–2001) Orlando Magic (2001–2002) | C   | 24.815 | 11.607 | 2.215  | Ingen                                                                 | Ingen                                  | 11       | 7       | 2008        |
| Walt Frazier          | New York Knicks (1967–1977) Cleveland Cavaliers (1977–1980) | G   | 15.581 | 4.830  | 5.040  | 2 (1970, 1973)                                                        | Ingen                                  | 7        | 6       | 1987        |
| Kevin Garnett         | Minnesota Timberwolves (1995–2007, 2015–2016) Boston Celtics (2007–2013) Brooklyn Nets (2013–2015) | F/C | 26.071 | 14.662 | 5.445  | 1 (2008)                                                              | 1 (2004)                               | 15       | 9       | 2020        |
| George Gervin         | San Antonio Spurs (1976–1985) Chicago Bulls (1985–1986) | G   | 20.708 | 3.607  | 2.214  | Ingen                                                                 | Ingen                                  | 9        | 7       | 1996        |
| Hal Greer             | Syracuse Nationals / Philadelphia 76ers (1958–1973) | G   | 21.586 | 5.665  | 4.540  | 1 (1967)                                                              | Ingen                                  | 10       | 7       | 1982        |
| James Harden          | Oklahoma City Thunder (2009–2012) Houston Rockets (2012–2021) Brooklyn Nets (2021) | G   | 22.045 | 4.794  | 5.730  | Ingen                                                                 | 1 (2018)                               | 9        | 7       | Aktiv       |
| John Havlicek         | Boston Celtics (1962–1978) | F/G | 26.395 | 8.007  | 6.114  | 8 (1963, 1964, 1965, 1966, 1968, 1969, 1974, 1976)                    | Ingen                                  | 13       | 11      | 1984        |
| Elvin Hayes           | San Diego / Houston Rockets (1968–1972, 1981–1984) Baltimore / Capital / Washington Bullets (1972–1981) | F/C | 27.313 | 16.279 | 2.398  | 1 (1978)                                                              | Ingen                                  | 12       | 6       | 1990        |
| Allen Iverson         | Philadelphia 76ers (1996–2006, 2009–2010) Denver Nuggets (2006–2008) Detroit Pistons (2008–2009) Memphis Grizzlies (2009)                                                                                      | G   | 24.368 | 3.394  | 5.624  | Ingen                                                                 | 1 (2001)                               | 11       | 8       | 2016        |
| LeBron James          | Cleveland Cavaliers (2003–2010, 2014–2018) Miami Heat (2010–2014) Los Angeles Lakers (2018–2021) | F   | 35.367 | 9.751  | 9.696  | 4 (2012, 2013, 2016, 2020)                                            | 4 (2009, 2010, 2012, 2013)             | 17       | 17      | Aktiv       |
| Magic Johnson         | Los Angeles Lakers (1979–1991, 1996) | G   | 17.707 | 6.559  | 10.141 | 5 (1980, 1982, 1985, 1987, 1988)                                      | 3 (1987, 1989, 1990)                   | 12       | 10      | 2002        |
| Sam Jones             | Boston Celtics (1957–1969) | G   | 15.411 | 4.305  | 2.209  | 10 (1959, 1960, 1961, 1962, 1963, 1964, 1965, 1966, 1968, 1969)       | Ingen                                  | 5        | 3       | 1984        |
| Michael Jordan        | Chicago Bulls (1984–1993, 1995–1998) Washington Wizards (2001–2003) | G   | 32.292 | 6.672  | 5.633  | 6 (1991, 1992, 1993, 1996, 1997, 1998)                                | 5 (1988, 1991, 1992, 1996, 1998)       | 14       | 11      | 2009        |
| Jason Kidd            | Dallas Mavericks (1994–1996, 2008–2012) Phoenix Suns (1996–2001) New Jersey Nets (2001–2008) New York Knicks (2012–2013)                                                                                       | G   | 17.529 | 8.725  | 12.091 | 1 (2011)                                                              | Ingen                                  | 10       | 6       | 2018        |
| Kawhi Leonard         | San Antonio Spurs (2011–2018) Toronto Raptors (2018–2019) Los Angeles Clippers (2019–2021) | F   | 11.085 | 3.689  | 1.672  | 2 (2014, 2019)                                                        | Ingen                                  | 5        | 5       | Aktiv       |
| Damian Lillard        | Portland Trail Blazers (2012–2021) | G   | 16.815 | 2.856  | 4.514  | Ingen                                                                 | Ingen                                  | 6        | 6       | Aktiv       |
| Jerry Lucas           | Cincinnati Royals (1963–1969) San Francisco Warriors (1969–1971) New York Knicks (1971–1974) | F   | 14.053 | 12.942 | 2.732  | 1 (1973)                                                              | Ingen                                  | 7        | 5       | 1980        |
| Karl Malone           | Utah Jazz (1985–2003) Los Angeles Lakers (2003–2004) | F   | 36.928 | 14.968 | 5.248  | Ingen                                                                 | 2 (1997, 1999)                         | 14       | 14      | 2010        |
| Moses Malone          | Buffalo Braves (1976) Houston Rockets (1976–1982) Philadelphia 76ers (1982–1986, 1993–1994) Washington Bullets (1986–1988) Atlanta Hawks (1988–1991) Milwaukee Bucks (1991–1993) San Antonio Spurs (1994–1995) | C   | 27.409 | 16.212 | 1.796  | 1 (1983)                                                              | 3 (1979, 1982, 1983)                   | 12       | 8       | 2001        |
| Pete Maravich         | Atlanta Hawks (1970–1974) New Orleans / Utah Jazz (1974–1980) Boston Celtics (1980) | G   | 15.948 | 2.747  | 3.563  | Ingen                                                                 | Ingen                                  | 5        | 4       | 1987        |
| Bob McAdoo            | Buffalo Braves (1970–1976) New York Knicks (1976–1979) Boston Celtics (1979) Detroit Pistons (1979–1981) New Jersey Nets (1981) Los Angeles Lakers (1981–1985) Philadelphia 76ers (1986)                       | F/C | 18.787 | 8.048  | 1.951  | 2 (1982, 1985)                                                        | 1 (1975)                               | 5        | 2       | 2000        |
| Kevin McHale          | Boston Celtics (1980–1993) | F   | 17.335 | 7.122  | 1.670  | 3 (1981, 1984, 1986)                                                  | Ingen                                  | 7        | 1       | 1999        |
| George Mikan          | Minneapolis Lakers (1948–1954, 1955–1956) | C   | 10.156 | 4.167  | 1.245  | 5 (1949, 1950, 1952, 1953, 1954)                                      | Ingen                                  | 4        | 6       | 1959        |
| Reggie Miller         | Indiana Pacers (1987–2005) | G   | 25.279 | 4.182  | 4.141  | Ingen                                                                 | Ingen                                  | 5        | 3       | 2012        |
| Earl Monroe           | Baltimore Bullets (1967–1971) New York Knicks (1971–1980) | G   | 17.454 | 2.796  | 3.594  | 1 (1973)                                                              | Ingen                                  | 4        | 1       | 1990        |
| Steve Nash            | Phoenix Suns (1996–1998, 2004–2012) Dallas Mavericks (1999–2004) Los Angeles Lakers (2012–2014) | G   | 17.387 | 3.642  | 10.335 | Ingen                                                                 | 2 (2005, 2006)                         | 8        | 7       | 2018        |
| Dirk Nowitzki         | Dallas Mavericks (1999–2019) | F   | 31.560 | 11.489 | 3.651  | 1 (2011)                                                              | 1 (2007)                               | 14       | 12      | Ikke indsat |
| Hakeem Olajuwon       | Houston Rockets (1984–2001) Toronto Raptors (2001–2002) | C   | 26.946 | 13.748 | 3.058  | 2 (1994, 1995)                                                        | 1 (1994)                               | 12       | 12      | 2008        |
| Shaquille O'Neal      | Orlando Magic (1992–1996) Los Angeles Lakers (1996–2004) Miami Heat (2004–2008) Phoenix Suns (2008–2009) Cleveland Cavaliers (2009–2010) Boston Celtics (2010–2011)                                            | C   | 28.596 | 13.099 | 3.026  | 4 (2000, 2001, 2002, 2006)                                            | 1 (2000)                               | 15       | 14      | 2016        |
| Robert Parish         | Golden State Warriors (1976–1980) Boston Celtics (1980–1994) Charlotte Hornets (1994–1996) Chicago Bulls (1996–1997)                                                                                           | C   | 23.334 | 14.715 | 2.180  | 4 (1981, 1984, 1986, 1997)                                            | Ingen                                  | 9        | 2       | 2003        |
| Chris Paul            | New Orleans Hornets (2005–2011) Los Angeles Clippers (2011–2017) Houston Rockets (2017–2019) Oklahoma City Thunder (2019–2020) Phoenix Suns (2020–2021)                                                        | G   | 19.978 | 4.923  | 10.275 | Ingen                                                                 | Ingen                                  | 11       | 10      | Aktiv       |
| Gary Payton           | Seattle SuperSonics (1990–2003) Milwaukee Bucks (2003) Los Angeles Lakers (2003–2004) Boston Celtics (2004–2005) Miami Heat (2005–2007)                                                                        | G   | 21.813 | 5.269  | 8.966  | 1 (2006)                                                              | Ingen                                  | 9        | 9       | 2013        |
| Bob Pettit            | Milwaukee / St. Louis Hawks (1954–1965) | F   | 20.880 | 12.849 | 2.369  | 1 (1958)                                                              | 2 (1956, 1959)                         | 11       | 11      | 1971        |
| Paul Pierce           | Boston Celtics (1999–2013) Brooklyn Nets (2013–2014) Washington Wizards (2014–2015) Los Angeles Clippers (2015–2017)                                                                                           | F   | 26.397 | 7.527  | 4.708  | 1 (2008)                                                              | Ingen                                  | 10       | 4       | 2021        |
| Scottie Pippen        | Chicago Bulls (1987–1998, 2003–2004) Houston Rockets (1999) Portland Trail Blazers (1999–2003) | F   | 18.940 | 7.494  | 6.135  | 6 (1991, 1992, 1993, 1996, 1997, 1998)                                | Ingen                                  | 7        | 7       | 2010        |
| Willis Reed           | New York Knicks (1964–1974) | C/F | 12.183 | 8.414  | 1.186  | 2 (1970, 1973)                                                        | 1 (1970)                               | 7        | 5       | 1982        |
| Oscar Robertson       | Cincinnati Royals (1960–1970) Milwaukee Bucks (1970–1974) | G   | 26.710 | 7.804  | 9.887  | 1 (1971)                                                              | 1 (1964)                               | 12       | 11      | 1980        |
| David Robinson        | San Antonio Spurs (1989–2003) | C   | 20.790 | 10.497 | 2.441  | 2 (1999, 2003)                                                        | 1 (1995)                               | 10       | 10      | 2009        |
| Dennis Rodman         | Detroit Pistons (1986–1993) San Antonio Spurs (1993–1995) Chicago Bulls (1995–1998) Los Angeles Lakers (1999) Dallas Mavericks (2000)                                                                          | F   | 6.683  | 11.954 | 1.600  | 5 (1989, 1990, 1996, 1997, 1998)                                      | Ingen                                  | 2        | 2       | 2011        |
| Bill Russell          | Boston Celtics (1956–1969) | C   | 14.522 | 21.620 | 4.100  | 11 (1957, 1959, 1960, 1961, 1962, 1963, 1964, 1965, 1966, 1968, 1969) | 5 (1958, 1961, 1962, 1963, 1965)       | 12       | 11      | 1975        |
| Dolph Schayes         | Syracuse Nationals / Philadelphia 76ers (1949–1964) | F   | 18.438 | 11.256 | 3.072  | 1 (1955)                                                              | Ingen                                  | 12       | 12      | 1973        |
| Bill Sharman          | Washington Capitols (1950–1951) Boston Celtics (1951–1961) | G   | 12.665 | 2.779  | 2.101  | 4 (1957, 1959, 1960, 1961)                                            | Ingen                                  | 8        | 7       | 1976        |
| John Stockton         | Utah Jazz (1984–2003) | G   | 19.711 | 4.051  | 15.806 | Ingen                                                                 | Ingen                                  | 10       | 11      | 2009        |
| Isiah Thomas          | Detroit Pistons (1981–1994) | G   | 18.822 | 3.478  | 9.061  | 2 (1989, 1990)                                                        | Ingen                                  | 12       | 5       | 2000        |
| Nate Thurmond         | San Francisco / Golden State Warriors (1963–1974) Chicago Bulls (1974–1975) Cleveland Cavaliers (1975–1977) | C   | 14.437 | 14.464 | 2.575  | Ingen                                                                 | Ingen                                  | 7        | 0       | 1985        |
| Wes Unseld            | Baltimore / Capital / Washington Bullets (1968–1981) | C   | 10.624 | 13.769 | 3.822  | 1 (1978)                                                              | 1 (1969)                               | 5        | 1       | 1988        |
| Dwayne Wade           | Miami Heat (2003–2016, 2018–2019) Chicago Bulls (2016–2017) Cleveland Cavaliers (2017–2018) | G   | 23.165 | 4.933  | 5.701  | 3 (2006, 2012, 2013)                                                  | Ingen                                  | 13       | 8       | Ikke indsat |
| Bill Walton           | Portland Trail Blazers (1974–1978) San Diego / Los Angeles Clippers (1980,1982–1985) Boston Celtics (1985–1987)                                                                                                | C   | 6.215  | 4.923  | 1.590  | 2 (1977, 1986)                                                        | 1 (1978)                               | 2        | 2       | 1993        |
| Jerry West            | Los Angeles Lakers (1960–1974) | G   | 25.192 | 5.366  | 6.238  | 1 (1972)                                                              | Ingen                                  | 14       | 12      | 1980        |
| Russell Westbrook     | Oklahoma City Thunder (2008–2019) Houston Rockets (2019–2020) Washington Wizards (2020–2021) | G   | 21.857 | 6.961  | 8.061  | Ingen                                                                 | 1 (2017)                               | 9        | 9       | Aktiv       |
| Lenny Wilkens         | St. Louis Hawks (1960−1968) Seattle SuperSonics (1968–1972) Cleveland Cavaliers (1972–1974) Portland Trail Blazers (1974–1975)                                                                                 | G   | 17.772 | 5.030  | 7.211  | Ingen                                                                 | Ingen                                  | 9        | 0       | 1989        |
| Dominique Wilkins     | Atlanta Hawks (1982–1994) Los Angeles Clippers (1994) Boston Celtics (1994–1995) San Antonio Spurs (1996–1997) Orlando Magic (1999)                                                                            | F   | 26.668 | 7.169  | 2.677  | Ingen                                                                 | Ingen                                  | 9        | 7       | 2006        |
| James Worthy          | Los Angeles Lakers (1982–1994) | F   | 16.320 | 4.708  | 2.791  | 3 (1985, 1987, 1988)                                                  | Ingen                                  | 7        | 2       | 2003        |